# 禁じられた恋
「禁じられた恋」（きんじられたこい）は、1969年3月25日にフィリップス・レコードからリリースされた森山良子のシングル、及び同シングルの収録曲である。

## 概要
- 累計売上は80万枚[2]または100万枚を超える[3]。『セブンティーン』1978年10月号の記事によれば、この時点でフォークソングのシングルとしてオリコン調べで歴代5位、79万枚の売り上げと書かれている[1]。
- 森山は第20回NHK紅白歌合戦に初出場し、「禁じられた恋」を歌唱した。
- 自身最大のヒット曲である。

## 収録曲
- 全曲作詞：山上路夫／作曲：三木たかし／編曲：高見弘

1. 禁じられた恋
2. 心からあなたに

## 補足
- 「禁じられた恋」の曲調は1953年に織井茂子の歌唱によりヒットした「黒百合の歌」（作詞：菊田一夫、作曲：古関裕而）をモチーフにしたとされている。
- テレビアニメ『ヤッターマン』第1作（1977 - 79年、フジテレビ）の後期エンディングテーマ「ドロンボーのシラーケッ」（作詞・作曲：山本正之、歌唱：小原乃梨子・八奈見乗児・たてかべ和也、台詞：滝口順平）の出だし部分の曲調は、当曲の出だしをモチーフにしている。